# Utpaladeva
Utpaladeva (Kashmir, X secolo – X secolo) è stato un filosofo indiano.

## Vita e opere
Filosofo kashmiro della cui vita non si sa quasi nulla, Utpaladeva, discepolo di Somānanda, compose la Īśvarapratyabhijñākārikā ("Le strofe del riconoscimento del Signore"), opera fondamentale della scuola shivaita del Kashmir che proprio da quest'opera prende il nome: Pratyabhijñā. Fra le altre opere del filosofo vanno menzionate gli Śivastotrāvalī, inni devozionali rivolti a Śiva, divinità suprema di tutte le scuole śaiva del Kashmir.

## Il pensiero
Il contributo fondamentale di Utpaladeva è l'introduzione del concetto di Coscienza Assoluta, cioè dell'esistenza di un ente che tutto pervade e al contempo esiste al di là dei singoli soggetti conoscenti. Questa realtà è al di sopra di ogni altra, è assoluta (anuttara), ed è quindi identificabile con il divino, Shiva. In verità, già nella scuola dello Śaivasiddhānta, scuola dualista originaria proprio del Kashmir, si parla di Shiva come Coscienza, sebbene questa sia considerata distinta dalle coscienze dei singoli. L'originalità di Utpaladeva sta nell'aver considerato una ed una soltanto questa Coscienza, dando così un orientamento decisamente monistico alla sua visione.
Altro notevole contributo del filosofo è il concetto di "riconoscimento" (pratyabhijñā), termine invero già adoperato dal suo maestro Somānanda, ma che egli intenderà in maniera più estesa, riferendo il "riconoscimento" proprio alla Coscienza.

## Īśvarapratyabhijñākārikā
Secondo la dottrina della scuola Pratyabhijñā ("Riconoscimento"), la liberazione dal saṃsāra, il ciclo delle reincarnazioni, avviene riconoscendo l'identità del proprio Sé con la Coscienza suprema. Questa identità non è normalmente manifesta a causa della māyā, che qui è vista non come illusione, come è per il Vedānta, bensì come quella potenza responsabile della "contrazione" della realtà omnicomprensiva della Coscienza suprema nella dualità dei soggetti conoscenti.
Utpaladeva paragona la Coscienza a un cristallo che, senza esserne affetto, assorbe e riflette la luce degli oggetti circostanti, manifestando così quella che il filosofo chiama vimarśa, "consapevolezza riflessa", che altro non è che presa di coscienza di sé: il potere che rende possibile riconoscere sé stesso nell'altro e l'altro in sé stessi. L'oscillazione, continua e inafferrabile, fra i due poli del conoscere, fra chi conosce e chi è conosciuto, è dunque l'essenza ultima della realtà. Responsabile di questo incessante movimento è la potenza ("śakti") di Libertà del Signore ("Īśvara" vuol dire Signore), Māyā.
L'essenza ultima della realtà, che è Coscienza suprema, è chiamata sia Parā Saṃvit ("Suprema Coscienza") sia Parameśvara ("Supremo Signore"): da essa emana tutto il reale secondo una sequenza di principi (tattva) costituita di 36 elementi unificanti, i 36 tattva. La sequenza è distinta in tre "cammini".
Il primo, il Cammino Puro, è caratterizzato dal progressivo sviluppo dell'oggettività. È costituito dai cinque tattva: Śiva, Śakti, Sadāśiva, Īśvara, Śuddha vidyā ("Pura conoscenza"). Il Cammino Puro-Impuro si apre con il tattva Māyā, che dà luogo al formarsi di due realtà apparentemente separate. Questo cammino è costituito da ulteriori cinque tattva, definite come le "corazze" di Māyā: Potere di azione limitato, Conoscenza impura, Attaccamento, Tempo, Necessità. Dopo questo, si apre il Cammino Impuro, quello della realtà ordinaria, che altro non è che l'insieme dei venticinque tattva del Sāṃkhya.
Nella Pratyabhijñā l'uso di pratiche e rituali è molto ridotto: la strada dell'adepto è più intellettuale che religiosa o spirituale, fondandosi maggiormente sulla pura riflessione sulla natura del Sé.

### I commenti
Nella linea della Pratyabhijñā, Utpaladeva fu maestro di Lakṣmaṇagupta, e costui di Abhinavagupta, che commentò ben due volte la Īśvarapratyabhijñākārikā, prima con la Īśvarapratyabhijñāvirmaśinī quindi con la Īśvarapratyabhijñāvivṛitivirmaśinī. Abhinavagupta, nella sua vasta analisi, e sintesi, delle tradizioni non dualiste, tenne sempre presente il contributo di Utpaladeva.